# Большой дворец (Бангкок)
Большой дворец (тайск. พระบรมมหาราชวัง, Пхрабароммахарадчаванг) — комплекс зданий в Бангкоке, Таиланд.
Большой дворец служил резиденцией королей Таиланда начиная с XVIII века. Строительство дворца началось в 1782 году, во время правления короля Рамы I, когда он переместил столицу страны из Тхонбури в Бангкок. Дворец постоянно расширялся, со временем было построено множество новых зданий и сооружений различного назначения. В настоящее время дворец для проживания королей Таиланда не используется. Король Рама IX проживал во дворце Читралада.

## История

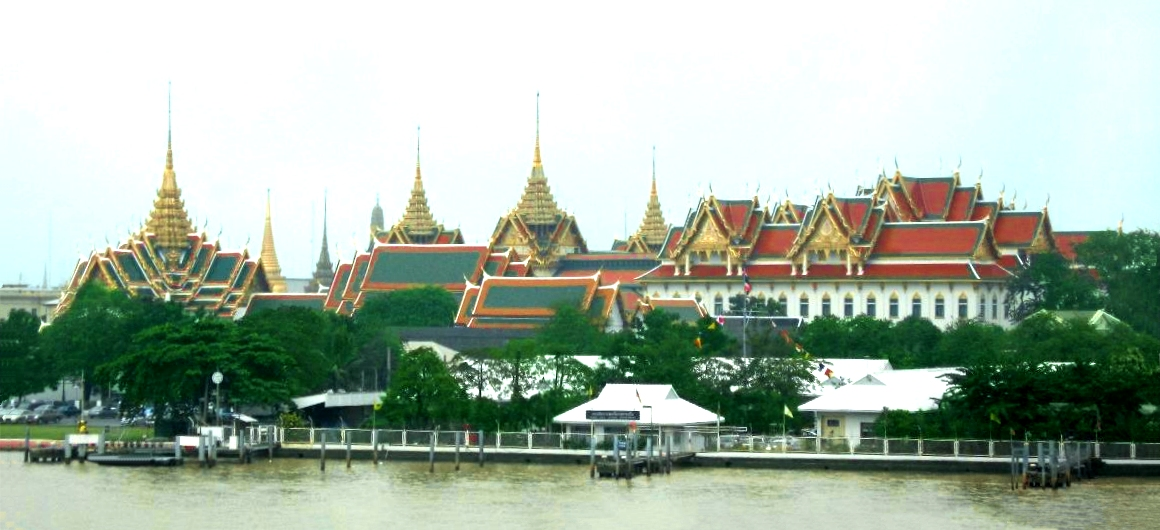
Вид на Большой дворец с реки Чаупхрая

Когда король Буддха Йодфа Чулалоке (Рама I) принял решение о переносе столицы Сиама из Тхонбури на западе в Бангкок на востоке реки Чаупхрая, он решил построить для использования в качестве королевской резиденции и места нахождения правительства страны новый дворец, поражающий своим великолепием.
Строительство началось 6 мая 1782 года. Сначала дворец состоял из нескольких деревянных строений, окруженных с четырёх сторон высокой защитной стеной длиной 1900 метров. Площадь окружённой стеной области составляла 218400 м². Вскоре король заказал постройку Храма Изумрудного Будды, предназначенного для его личного поклонения Будде. Как только строительство дворца была закончено (1785), в нём прошла церемония коронации Рамы I.
План Большого дворца во многом повторял структуру старого дворца в Аютии. Дворец имеет прямоугольную форму, западная его часть выходит к реке, королевский замок находится на востоке.
Большой дворец являлся резиденцией правительства и королевского суда во время правления королей династии Чакри вплоть до короля Рамы V, а также его сыновей Рамы VI и Рамы VII, предпочитавших проживать в собственных дворцах, однако использовавших Большой дворец в качестве главной резиденции. В 1945 году во дворце после возвращения из-за границы поселился король Рама VIII, однако после его загадочной смерти год спустя его брат, следующий король Рама IX перенёс резиденцию во дворец Читралада.
Однако дворец и в настоящее время используется королевской семьёй. В нём проходят ежегодные королевские церемонии, а также королевские свадьбы, похороны и государственные приёмы.

Сегодня дворец открыт для посетителей, и является популярным экскурсионным направлением. Все желающие попасть внутрь должны позаботиться о своем внешнем виде: никаких шортов, платьев, декольте или мини-юбок.

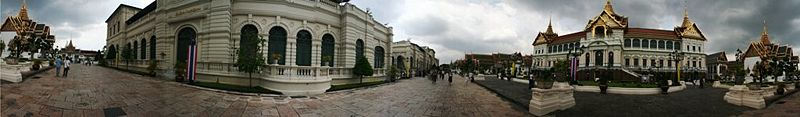
Панорама Большого дворца

## Галерея

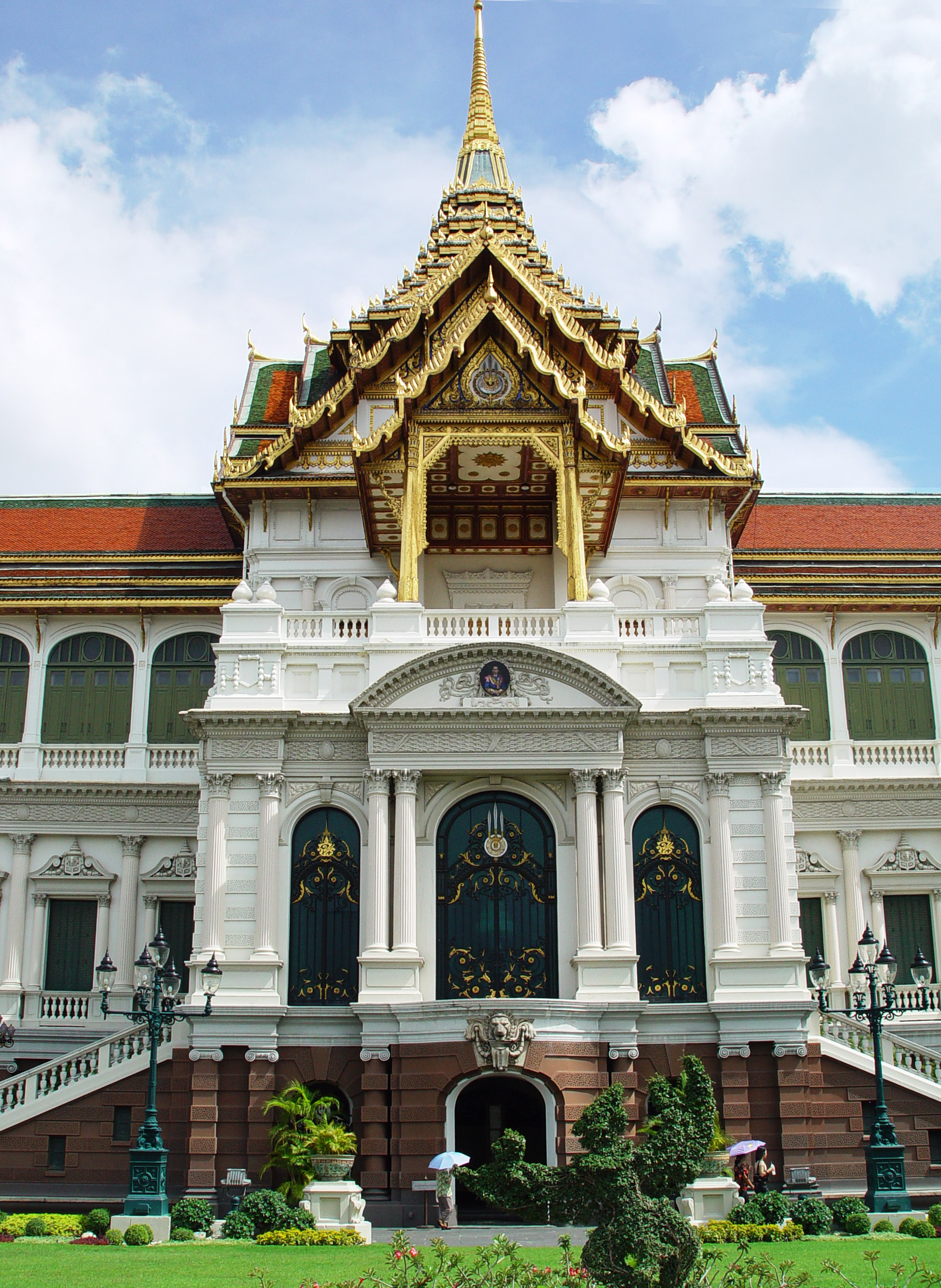
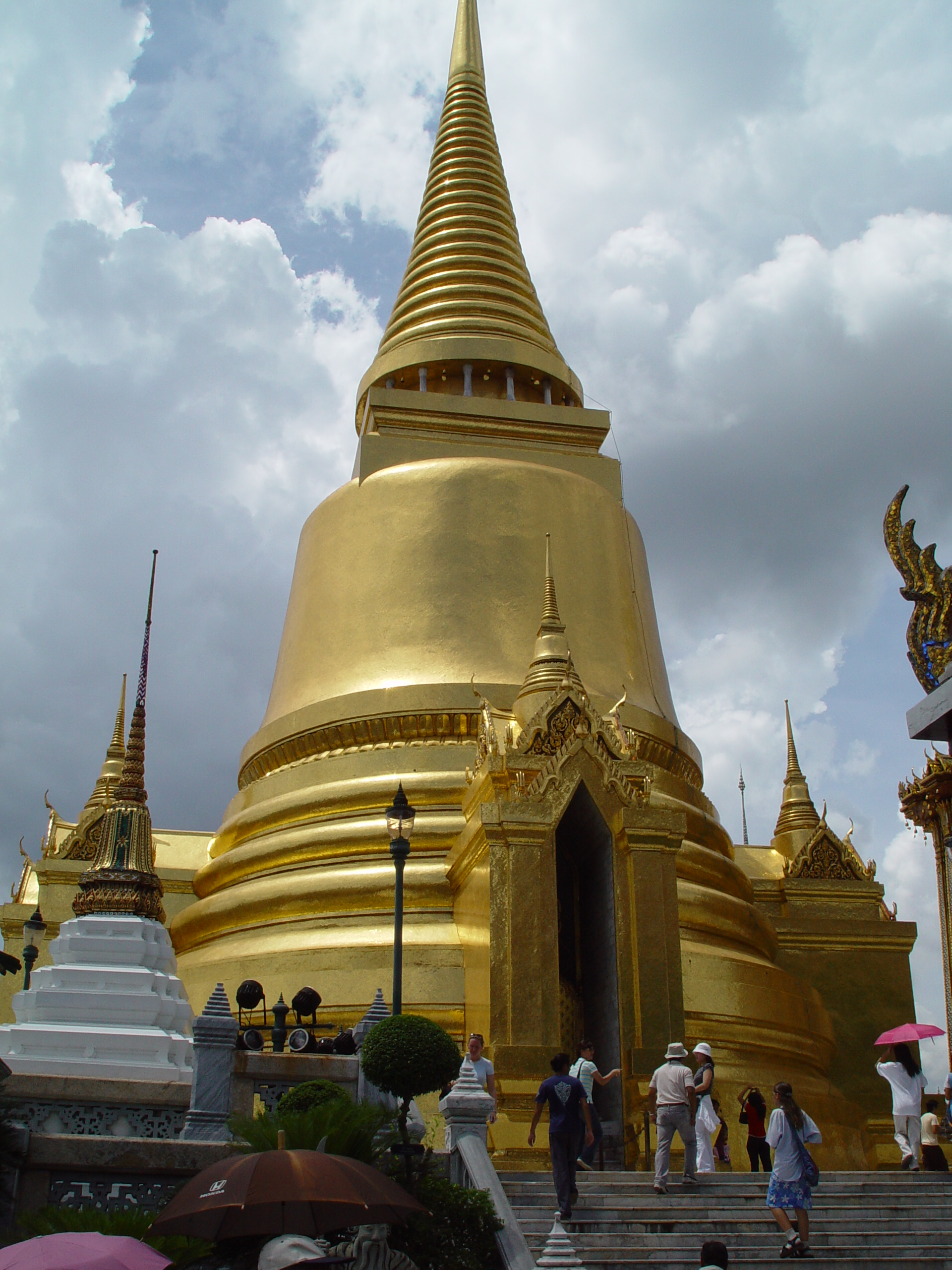
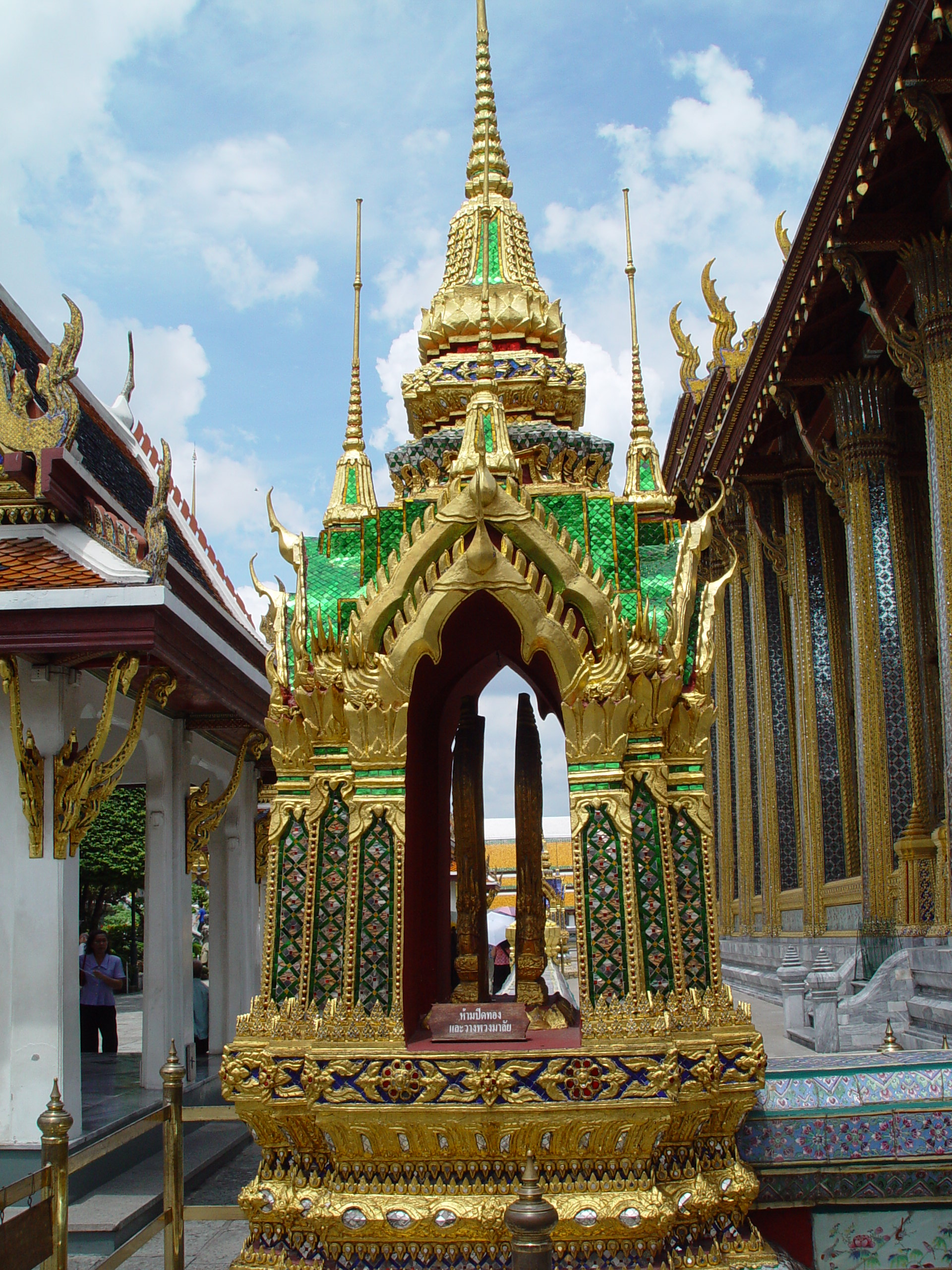
Храм Изумрудного Будды
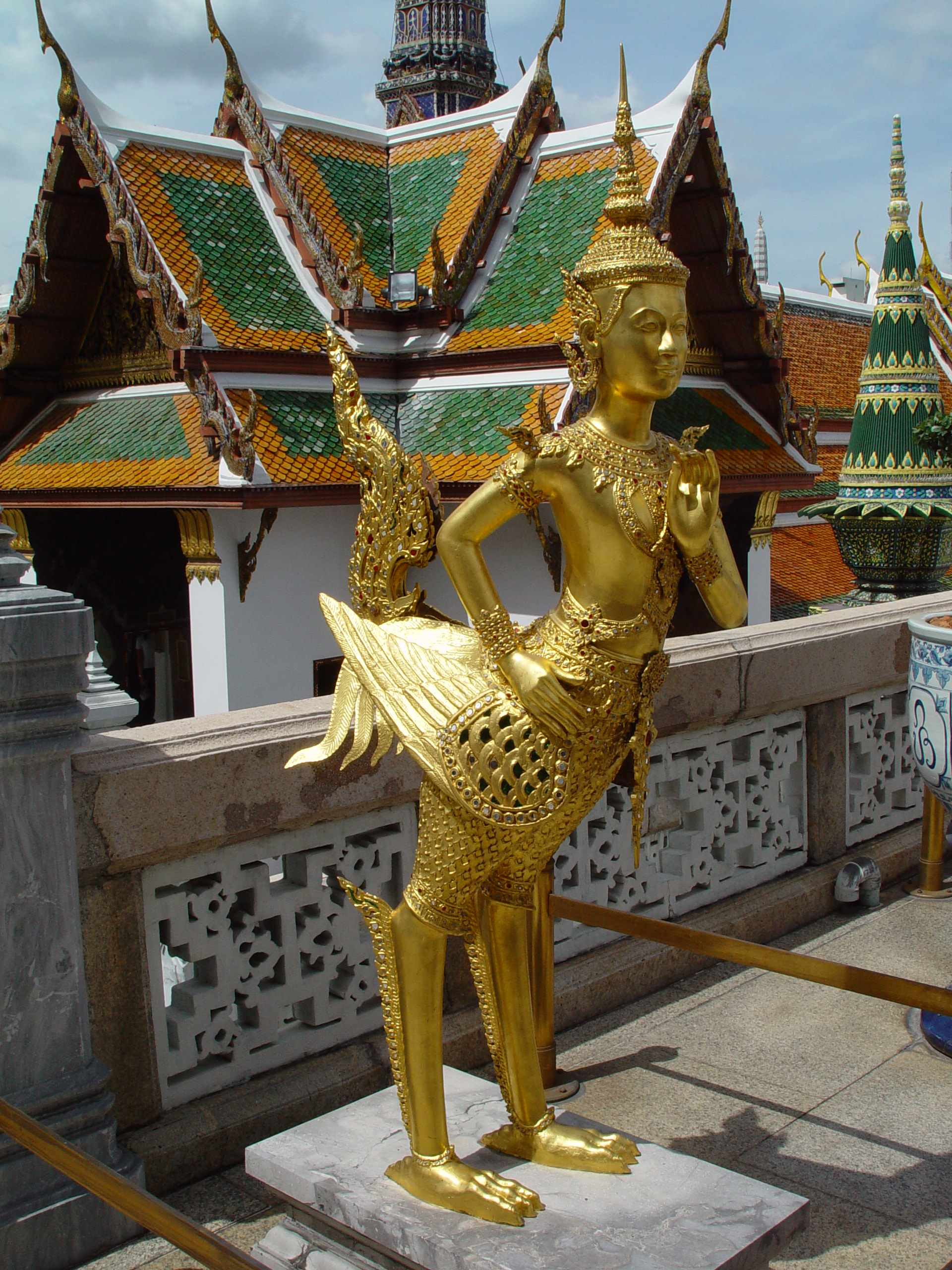
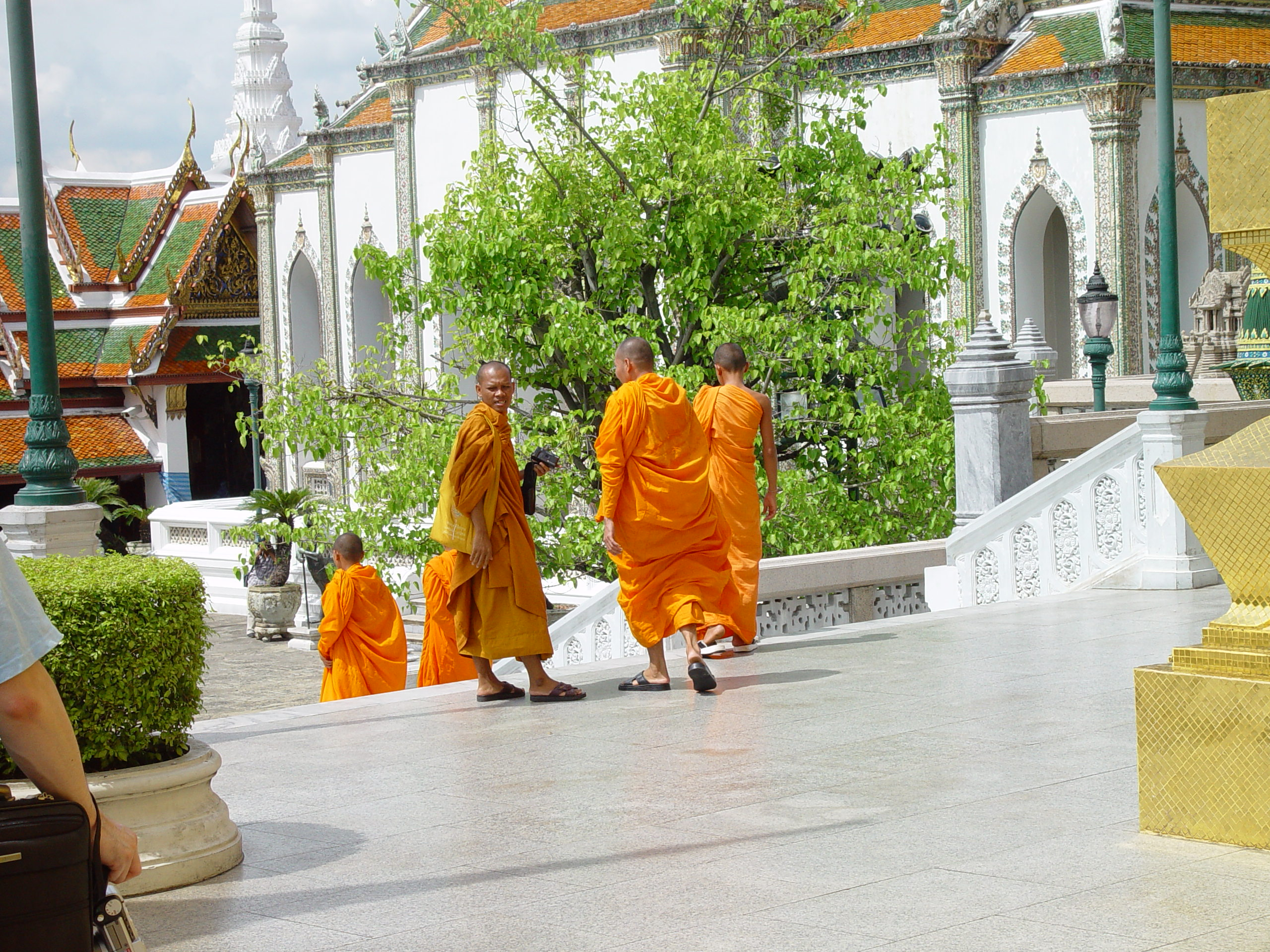
Буддистские монахи в Большом дворце
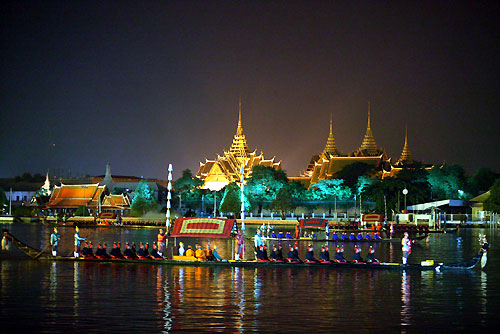
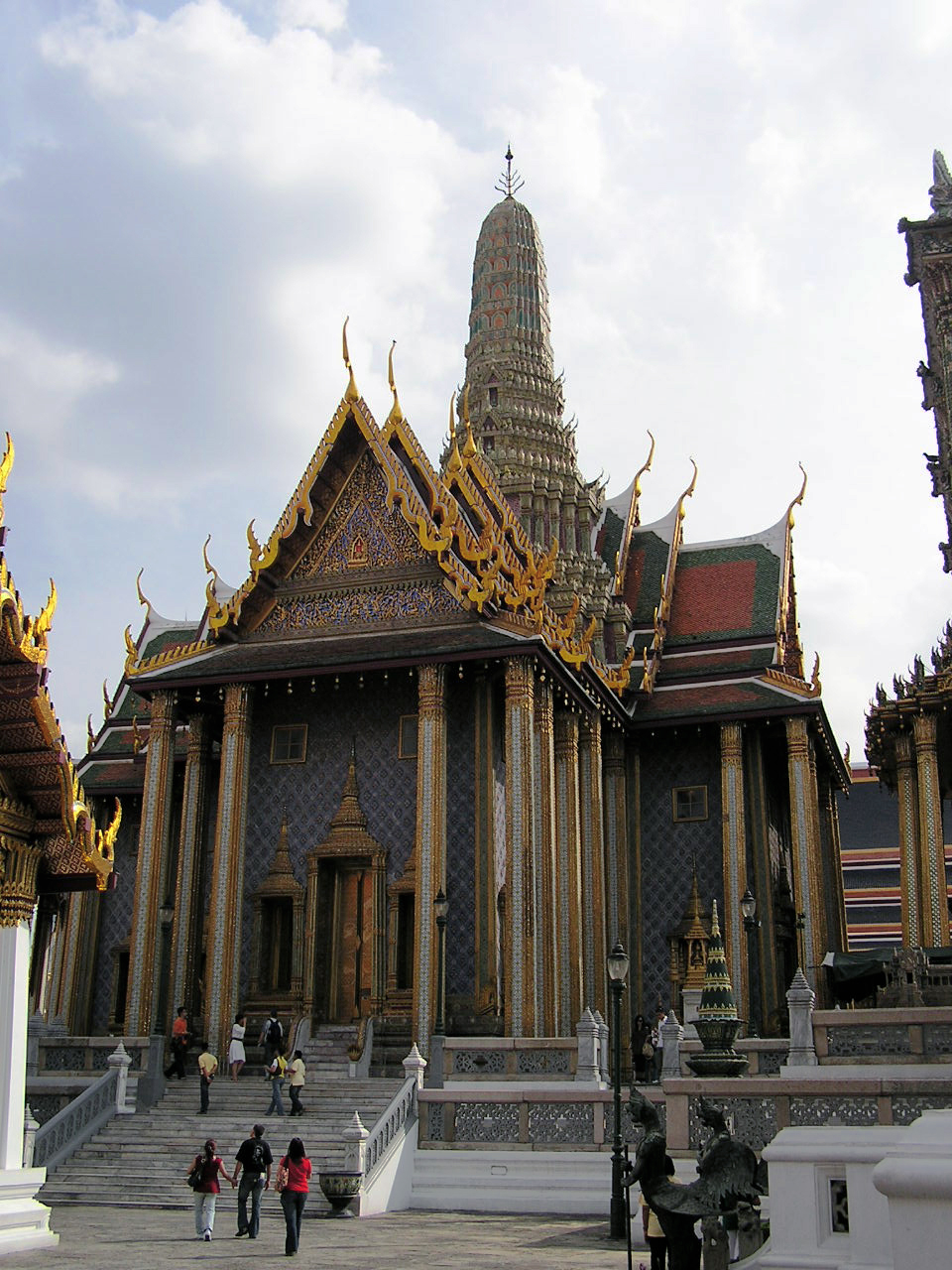
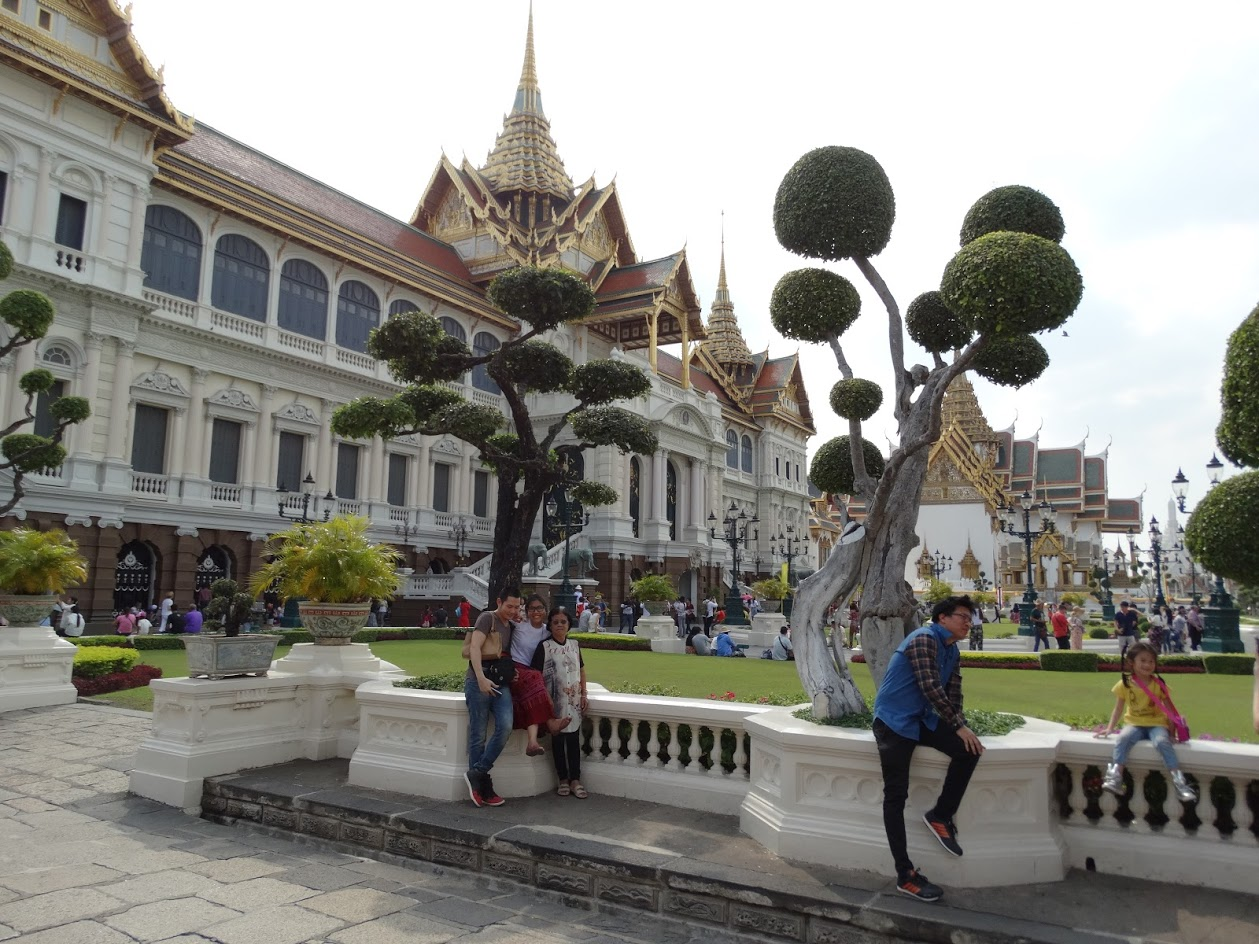
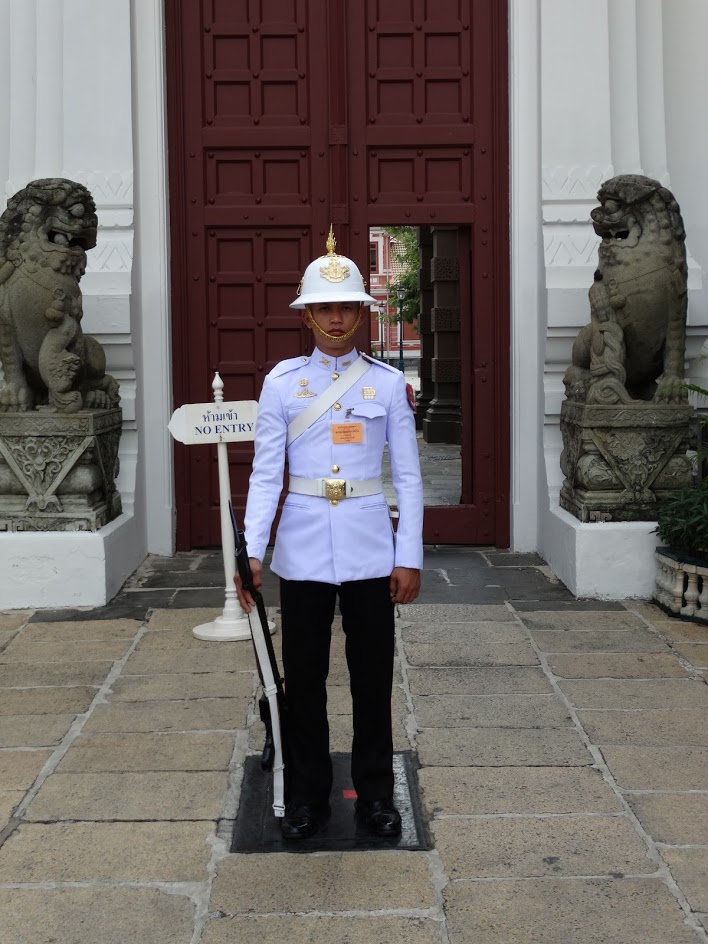
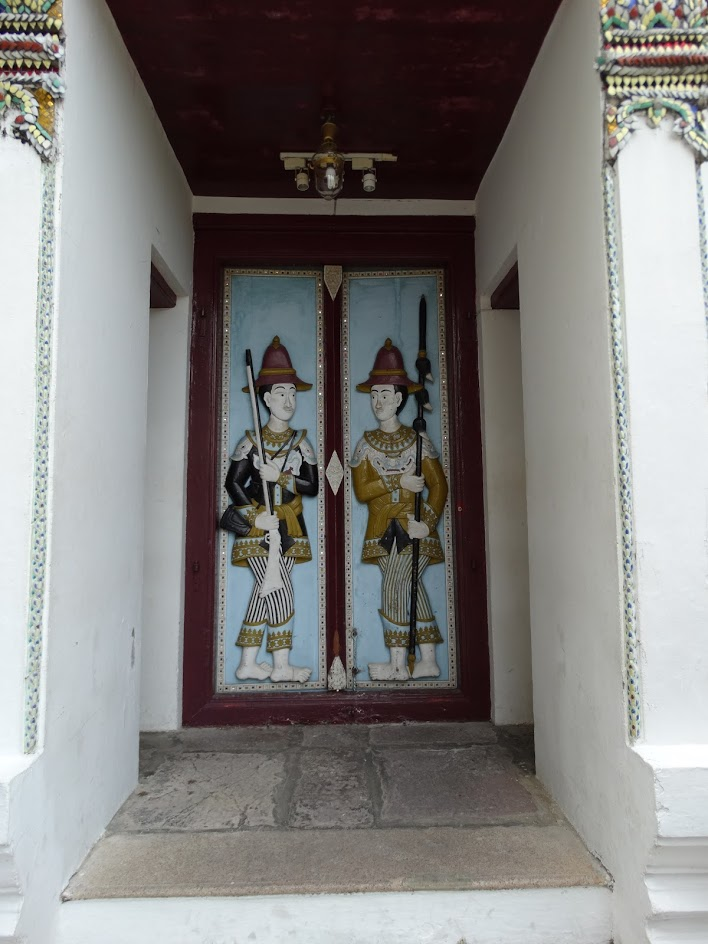